# Shanks (film)
Shanks  è un film del 1974 diretto da William Castle.

## Trama
Malcolm Shanks è un burattinaio sordomuto, ma esperto lettore di labbra, che vive con la crudele sorella e il marito alcolizzato di lei, il signor Barton. La sua abilità con le marionette viene notata dal signor Walker che lo assume come assistente di laboratorio nella sua villa gotica. La sorella e il cognato gli impongono di essere il capofamiglia e si indignano per questo. Gli esperimenti del dottore consistono nel rianimare i morti e controllarli come marionette. Inizia con una rana e un pollo. Un giorno però il signor Walker muore inaspettatamente.